# ヘンゼル & グレーテル (映画)
『ヘンゼル & グレーテル』（Hansel and Gretel: Witch Hunters）は、2013年のアメリカ合衆国のコメディ・アクション・ホラー映画。トミー・ウィルコラ監督。3Dで製作され、2013年1月25日に公開された。グリム兄弟の童話『ヘンゼルとグレーテル』の後日談であり、ジェレミー・レナーとジェマ・アータートンがヘンゼルとグレーテル、ファムケ・ヤンセンが魔女のリーダーを演じる。
日本では紆余曲折の末（詳細は後述）、劇場未公開でDVDスルーとなった。

## ストーリー
あの事件から15年後。成長し、魔女狩りを専門とする賞金稼ぎとなったヘンゼルとグレーテル兄妹を描く。

## キャスト
| 役名                                                                                                 | 俳優                 | 日本語吹替 |
| --- | -------------------- | --- |
| ヘンゼル                                                                                             | ジェレミー・レナー   | 桐本琢也 |
| グレーテル                                                                                           | ジェマ・アータートン | 甲斐田裕子 |
| ミュリエル                                                                                           | ファムケ・ヤンセン   | 日野由利加 |
| ミーナ                                                                                               | ピヒラ・ヴィータラ   | 佐古真弓 |
| ベリンジャー保安官                                                                                   | ピーター・ストーメア | 中博史 |
| ベン / ベンジャミン・ヴァルザー                                                                      | トーマス・マン       | 髙木裕平 |
| エドワード                                                                                           | デレク・ミアーズ     | ロビン・アトキン・ダウンズ                                                                                                |
| 保安官助手#4                                                                                         | トミー・ウィルコラ   | クレジット無し |
| その他                                                                                               | N/A                  | 斎藤寛仁 石田嘉代 内田晴子 平野夏那子 高橋英則 乃神亜衣子 景浦大輔 櫻井トオル 西村太佑 あんどうさくら 菊本平 まつだ志緒理 |
| 日本語版制作スタッフ                                                                                 |                      | |
| 演出                                                                                                 | 演出                 | 乃坂守蔵 |
| 翻訳                                                                                                 | 翻訳                 | 北村広子（字幕） 寺尾知寿子（吹替）                                                                                       |
| 調整                                                                                                 | 調整                 | 川畑初 |
| 録音                                                                                                 | 録音                 | スタジオ・ユニ |
| 制作進行                                                                                             | 制作進行             | 黒田純（ACクリエイト） |
| 日本語版制作                                                                                         | 日本語版制作         | ACクリエイト株式会社 |
| ※DVDには88分の劇場公開版、ブルーレイディスクには98分のエクステンデッド・バージョンが収録されている。 |                      | |

## 製作
撮影は2011年3月に始まり、ドイツのポツダムバーベルスベルクとブラウンシュヴァイクで行われた。
ウィルコラ監督は、機内で観た『ハート・ロッカー』のジェレミー・レナーの演技に心を打たれ、ヘンゼル役をオファーした。

## 続編
本作の脚本・監督であるトミー・ウィルコラは続編の脚本を執筆し終えているが、出演者のスケジュールの問題などもあり、実際に製作が継続するかは未定である。また、その後、ウィルコラの監督降板が報じられている。

## 日本での公開
一度2013年4月6日公開と発表されながら、その後公式サイトから日本公開日が消去され、2013年に入り「今年（2013年）公開予定」「日本での公開は正式に中止」と情報が錯綜していたが、2月17日に「パラマウント100周年公式アカウント」なるアカウントにて「パラマウントでは配給しません」との情報が流れた。結局、日本ではDVDスルーとなり、2013年7月19日にブルーレイとDVDが発売されることになった。

## 作品の評価
Rotten Tomatoesによれば、批評家の一致した見解は「残忍さと馬鹿馬鹿しさが交錯している『ヘンゼル & グレーテル』は、ファンタジーアドベンチャーとしても、パロディとしても失敗している。」であり、143件の評論のうち高評価は16%にあたる23件で、平均して10点満点中4.03点を得ている。Metacriticによれば、25件の評論のうち、高評価は1件、賛否混在は8件、低評価は16件で、平均して100点満点中23点を得ている。